# Muna Shehadi
Muna Shehadi (Princeton (New Jersey), 1961) is een Amerikaans sopraan en schrijfster van romans. Zij woont in Milwaukee (Wisconsin). 

## Leven en werk
Haar vader Fadlou Shehadi (1926-2012) was professor in filosofie bij de Rutgers-universiteit en haar moeder Alison Shehadi (overleden 2016) gaf wiskundeles op de Princeton Day school. Van vaderszijde heeft zij Libanese roots. Haar moeder is Amerikaanse met een Schots-Canadese achtergrond.
Shehadi slaagde cum laude aan de Yale-universiteit en verhuisde naar Boston en volgde de opleiding tot klassiek sopraan aan de Universiteit van Boston. Het leven op de bühne als zangeres beviel haar echter niet. Later pakte zij het schrijven op.
De boeken uit Drie dochters Trilogie zijn afzonderlijk tevens als e-boek verschenen.
Onder haar pseudoniem Isabel Sharpe heeft zij meestal erotische boeken geschreven, deze zijn onder meer ook in het Duits, Frans, Nederlands en Spaans vertaald. 

## Privé
Zij trouwde op 30 juni 1990 met Andrews G. Sill, assistent dirigent en concertpianist.